# Col·lecció Pere Permanyer
La Col·lecció Pere Permanyer és una col·lecció privada que aplega gairebé tots els models de motocicleta fabricats per Montesa al llarg de la seva història (incloent-hi prototipus inèdits i exemplars guanyadors de campionats), a més de bicicletes, motors i elements diversos com ara motocultors i persianes automàtiques, tots ells produïts per Montesa. La col·lecció, que reuneix un total de 110 objectes, es complementa amb tota mena de material relacionat amb la marca, des de marxandatge i material publicitari a catàlegs, revistes i filmacions diverses.

## Història
Iniciada en vida pel fundador de l'empresa, Pere Permanyer, la col·lecció ha estat mantinguda i augmentada pels seus hereus. S'exposà per primer cop al Museu de la Ciència i de la Tècnica de Catalunya (mNACTEC) de Terrassa el 2003, dins una exposició temporal anomenada «Viva Montesa» que es mantingué en cartell fins als volts del 2008. L'èxit de la iniciativa va fer que, un cop acabada l'exposició, la família Permanyer cedís la seva col·lecció en dipòsit al mNACTEC.
Des d'aleshores i fins a finals del 2014, la Col·lecció Pere Permanyer formà part de l'«Exposició del transport» (exhibida amb caràcter permanent a la planta baixa del museu), amb totes les motos emmagatzemades en unes grans prestatgeries situades a tocar de la paret. Durant el novembre del 2014, el mNACTEC renovà completament aquest espai expositiu i tornà a organitzar una exposició específica per a la col·lecció, novament sota el títol de Viva Montesa però, aquest cop, amb caràcter permanent.

## Exemplars destacats
Dins els abundants exemplars valuosos de la col·lecció, n'hi ha uns quants que destaquen pel fet de ser peces úniques o molt rares. Aquesta n'és una selecció:

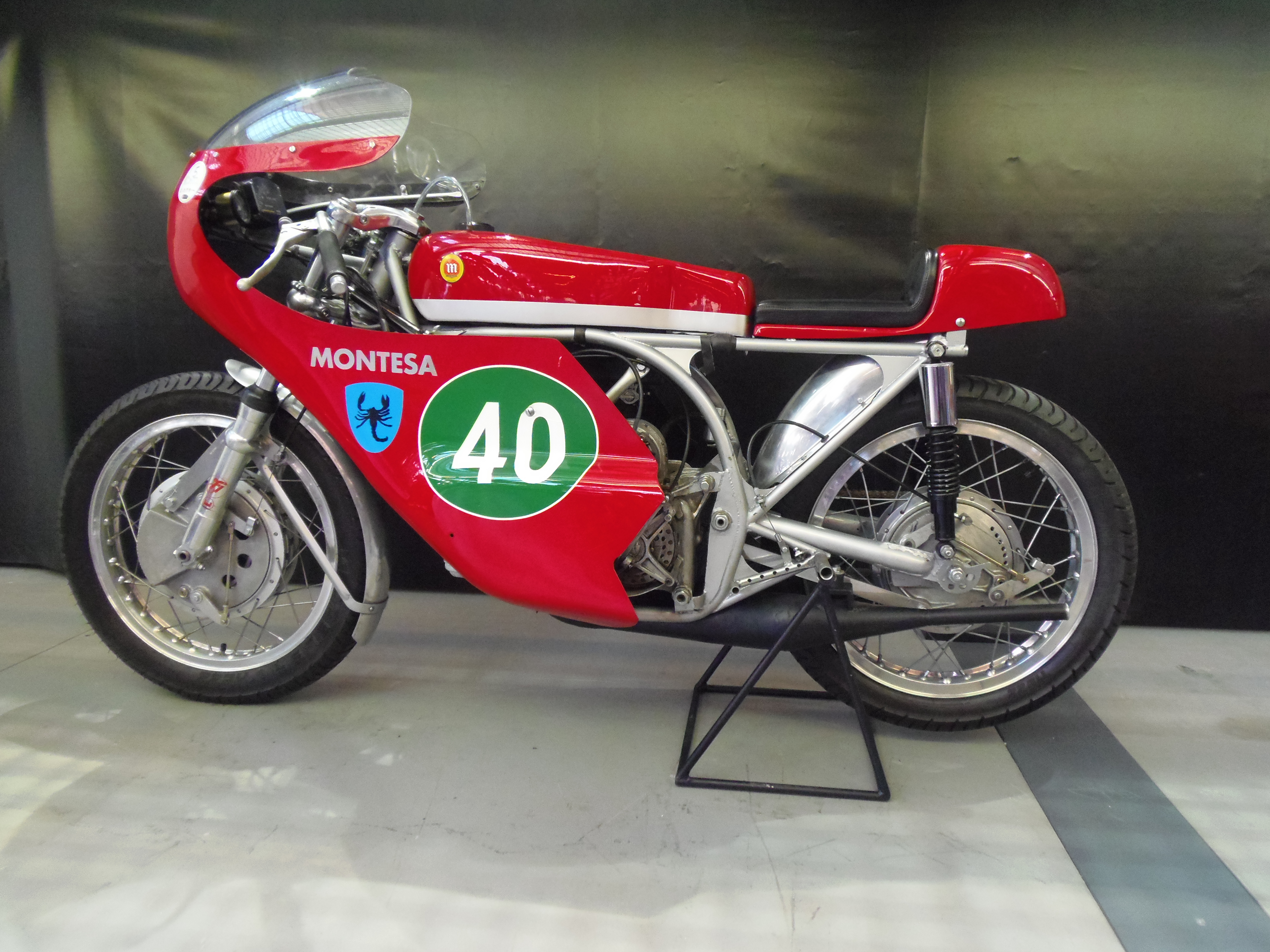
La Montesa Bicilíndrica, dins la Col·lecció Pere Permanyer

- Una de les poques Montesa A-45 per a dona que es fabricaren el 1945
- Una de les 4 Montesa Sprint que varen participar amb èxit al TT de l'illa de Man el 1956
- La Montesa Fura de 1958, un prototipus d'escúter dissenyat per Leopoldo Milà que no passà a producció
- Els 3 prototipus de Montesa Impala (Baobab, La Perla i Lucharniega) que participaren en l'Operació Impala el 1962
- La Montesa Impala amb què els germans Sirera guanyaren les 24 Hores de Montjuïc el 1963
- Una reproducció de la Montesa Bicilíndrica que construïren els germans Villa el 1966 (el motor és l'original)
- La Montesa Cappra 75 amb què Toni Arcarons guanyà el trofeu estatal de motocròs de 75cc el 1976
- Dues Montesa Cota 349 campiones: amb una, Ulf Karlson guanyà el mundial de trial el 1980 i amb l'altra, Marland Whaley guanyà el campionat dels EUA aquell mateix any
- La Montesa Enduro H7 125 "Alcor XLV" que s'experimentà el 1983
- Una de les 4 úniques Montesa Impala 2 Rally que es varen fabricar el 1985
- La Montesa Enduro 360 H7 "PRS" amb què Carles Mas guanyà el Campionat d'Espanya d'enduro el 1985
- La Montesa Cota 315 R amb què Marc Colomer guanyà el Campionat del Món de trial el 1996

## Exposició "Viva Montesa"

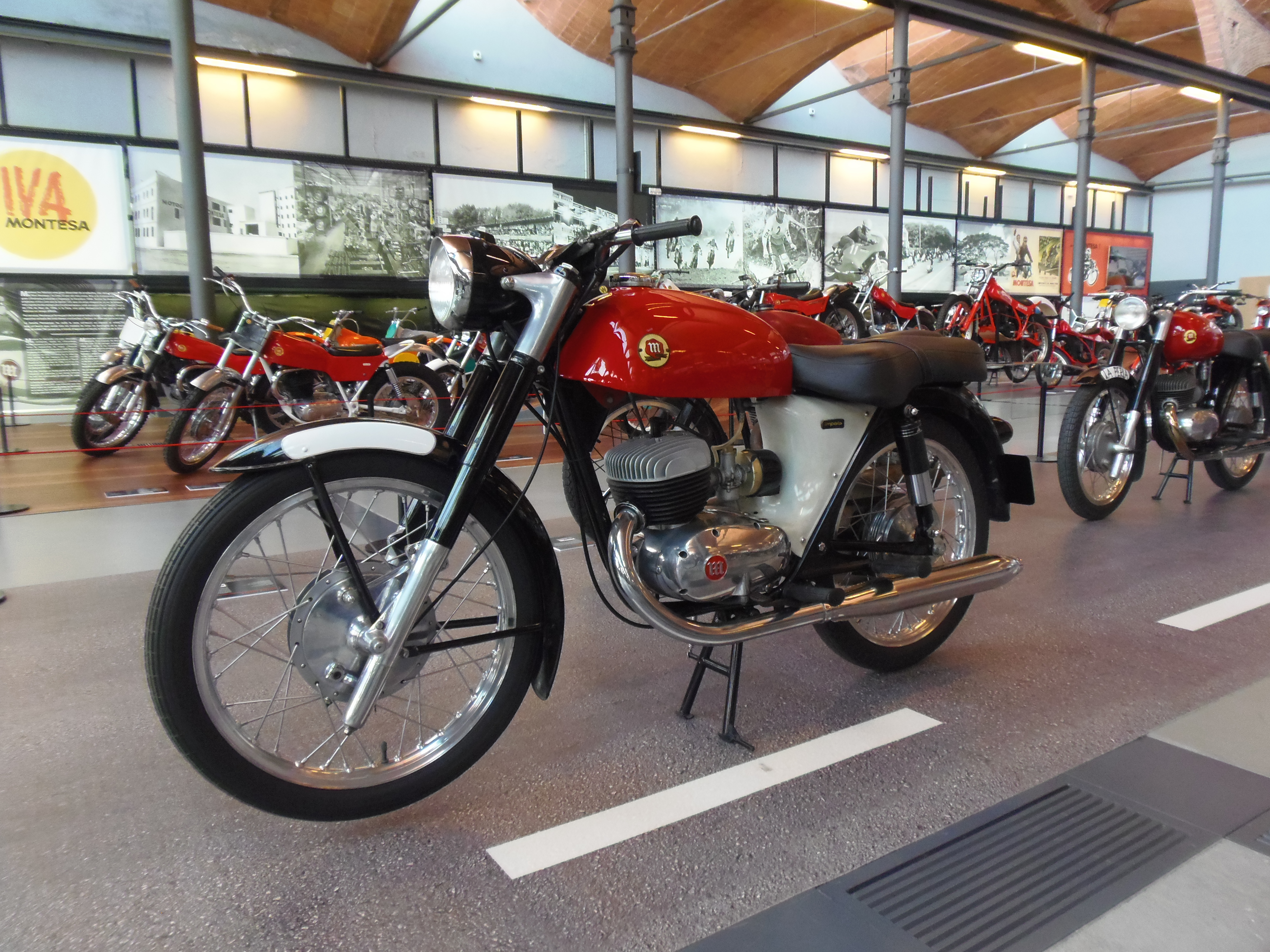
L'exposició Viva Montesa al mNACTEC, a data de 2015

La nova exposició permanent Viva Montesa, inaugurada a les instal·lacions del mNACTEC de Terrassa l'11 de desembre de 2014, presenta la Col·lecció Pere Permanyer en un format atractiu i fa un recorregut per la història de la marca catalana, tot exhibint-ne 67 motocicletes, tres bicicletes i dos motors. A banda dels vehicles, s'hi poden veure diverses imatges i vídeos que ajuden a contextualitzar la mostra, com ara el documental de l'Operació Impala, reportatges històrics sobre les 24 Hores de Montjuïc, els trasllats de la fàbrica, anuncis publicitaris i altres, fins a arribar a la creació de la societat Montesa Honda l'any 1986. D'aquesta darrera firma, se n'exposen també tres models de motocicleta.
L'exposició s'ubica a la planta baixa del museu on, juntament amb la nova mostra temporal «Campions del motociclisme» (que exhibeix indumentària feta servir per diversos campions catalans), s'emmarca en el procés de remodelació del clàssic espai «El transport» del mNACTEC.
L'exposició Viva Montesa s'estructura en els següents àmbits:
- Inicis (1945-1951)
- Brio (1952-1961)
- Impala (1961-1969)
- Fora de carretera (1968-1985)
- Col·lecció Pere Permanyer